# Masseube
Masseube è un comune francese di 1 969 abitanti situato nel dipartimento del Gers nella regione dell'Occitania.
La città è sede di uno dei più prestigiosi campus francesi: il Campus “La Salle” Saint-Christophe.

## Società

### Evoluzione demografica
Abitanti censiti